# Siebe Kramer
S.W.G.M. (Siebe) Kramer (Goes, 6 januari 1947) is een Nederlands politicus van de VVD.
Na het behalen van het hbs-diploma aan het OLV Lyceum in Breda, ging hij in 1967 studeren aan de Koninklijke Militaire Academie (KMA) in die plaats. Hierna volgde een carrière binnen defensie waarbij hij gewerkt heeft bij de Koninklijke Luchtmacht en ook docent Militaire Bedrijfskunde was aan de KMA. In 1996 verliet Kramer defensie en werd hij wethouder in de gemeente Zevenbergen. Nadat die gemeente bij de gemeentelijke herindeling opging in de nieuwe gemeente (eerst onder de naam gemeente Zevenbergen maar vanaf 1998 gemeente Moerdijk) werd hij daar wethouder.
In oktober 2002 volgde zijn benoeming tot burgemeester van de Zeeuwse gemeente Kapelle als opvolger van G.C. de Groot die vanwege gezondheidsproblemen zijn functie had neergelegd.
Op 29 april 2010 is Kramer door Commissaris van de Koningin, Karla Peijs, benoemd tot Ridder in de Orde van Oranje-Nassau. In december 2010 nam hij afscheid als burgemeester van Kapelle en eind februari 2011 werd hij opgevolgd door CDA'er Anton Stapelkamp (later overgestapt naar de ChristenUnie).